# ندر پاپلتون
ندر پاپلتون (به انگلیسی: Nether Poppleton) یک روستا و محله مدنی در بریتانیا است که در شهر یورک واقع شده‌است. ندر پاپلتون ۲٬۱۴۱ نفر جمعیت دارد.